# Gabriel Arbós
Gabriel Arbós (Buenos Aires, Argentina, 17 de diciembre de 1955) es un director de cine y guionista de cine.

## Sus inicios en el cine
Estudió cine en varios institutos y escuelas dos años, pero su verdadera escuela fue trabajando en la industria cinematográfica. Entre los directores de los cuales aprendió, Arbós recuerda especialmente a Carlos Galettini, Alejandro Doria, Juan Carlos Desanzo, Marcelo Piñeyro y Américo Ortiz de Zárate.
En 1979 se desempeñó como ayudante de dirección de Carlos Orgambide en la filmación de Queridas amigas, estrenada al año siguiente. Continuó vinculado a ese quehacer como ayudante en más de una docena de títulos, ascendió a asistente de director en el filme Revancha de un amigo (1987) que dirigió Santiago Carlos Oves y se desempeñó en ese carácter en otras películas posteriores, algunas tan trascendentes como Tango feroz, la leyenda de Tanguito (1993) y Cenizas del paraíso (1997).
El video-home Vivitos y coleando, que dirigió en 1990 sobre el musical para niños de Hugo Midón, fue un nuevo escalón en la carrera de Arbós, que en 1996 estrenó su primer largometraje como director.

## Carlos Monzón, el segundo juicio
En 1996 estrenó su primer largometraje como director, Carlos Monzón, el segundo juicio.
El filme recrea el proceso seguido al boxeador por la muerte de su segunda mujer. La familia de Monzón se opuso al filme y en Rosario se pidió, sin resultado, la prohibición de su exhibición.
En nota firmada por GJC opinó del filme en El Amante del Cine:

”Viejo y soporífero informe.”

Adolfo Martínez escribió en La Nación:

”Un retrato sin sorpresas de un tema que podría haber evitado los lugares comunes y el fárrago verbal que transforma en moroso todo lo que ocurre.”

En Clarín dijo Rafal Granados:

”Ningún golpe bajo. No cae en el sensacionalismo, no desliza la más mínima conjetura propia…la mirada es respetuosa…El film, aunque digno, no conmueve; informa con letra cuidada y pulcra.”

## Campo de sangre
Su segundo proyecto de largometraje fue Campo de sangre, una producción basada en un episodio real ocurrido en Santa Rosa, provincia de La Pampa en 1969 cuando un capitán de la Armada, funcionario del gobierno pampeano y miembro del servicio de inteligencia naval, asesinó a su esposa. Es una historia de la que se enteró Arbós durante el estreno de Carlos Monzón, el segundo juicio y que le llamó la atención que muchos pampeanos de distintas extracciones sociales y culturales la recordaran cinco años después de ocurrida.
La historia tiene que ver con la locura que puede desencadenar un amor virulento y la versión oficial dice que el asesino murió de un paro cardíaco en la cárcel en 1976 pero la mayoría de los pampeanos piensa que participó de la represión ilegal durante la dictadura y luego se escapó al Paraguay.
Dijo el director:

En algún punto, Campo de sangre es un documental, pero con actores, con escenas y diálogos de ficción.

Clarín dijo:

Cinematográficamente, todo es válido en la medida en que se lo haga desde una estética definida, e incluso ambiciosa, sin pretender que el alegato o el señalamiento se sostenga a caballo de lo que pueda entenderse como negocio. Y algo de esa dualidad se nota en Campo de sangre…Las vaguedades tienden a preservar la intención (y sólo eso) de suspenso del director Gabriel Arbós —también guionista, junto con Fernando Díaz—…José Luis Alfonzo exhibe un buen manejo corporal desequilibrado por una manifiesta inexpresividad.Y en cuanto al resto del elenco, Alejo García Pintos, Alicia Zanca, Arturo Maly y Tito Haas brindan sus indudables oficios profesionales, dentro de lo que les es permitido por un libro sin profundidad y que desperdicia una situación ciertamente misteriosa, la cual podría haber dado para una indagación fílmica considerablemente más profunda. Algunas escenas de corte pasional entre Ronzatti y Andrea (Jimena Anganuzzi) no inyectan erotismo sino que, más bien, suman a la confusión. Una verdadera pena.”

Adolfo C. Martínez en La Nación opinó:

”El cineasta apostó a la denuncia y a la narrativa policial. Esta conjunción convierte al film en una especie de híbrido poco interesante …Arbós, hábil en el manejo de la técnica narrativa, no pudo reflotar un argumento que careció del sórdido clima que necesitaba la trama, y con más esfuerzo que saldo positivo cayó en convencionalismos y en personajes que necesitaban una mayor hondura dramática.… Arbós y Fernando Díaz, como guionistas… se apoyaron más en lo exterior que en los meandros de sus protagonistas. El resultado quedó a mitad de camino entre mostrar un hecho no demasiado recordado y una radiografía que, por su importancia, precisaba una mayor fuerza dramática. El director acertó en algunas situaciones de cierto suspenso y en la elección de los rubros técnicos, ya que tanto la fotografía de Carlos Ferro como la música de Litto Nebbia sirvieron de hábil apoyatura al relato. Pero, en cambio, no logró inyectar verosimilitud a su elenco, ya que tanto José Luis Alfonzo como Alejo Pintos, Alicia Zanca y Arturo Maly apostaron a la simplicidad o a la desmesura.”

## Los esclavos felices
Su siguiente película fue Los esclavos felices, una historia inspirada en varios hechos reales vinculados a sectas religiosas que de nuevo será como un documental con actores. 
Arbós afirma que:

”Como director, no me atrae la ficción por la ficción misma. Lo que me sale, me gusta y donde me siento cómodo como realizador, es un cine sobre hechos vinculados a páginas de la historia argentina policiales o políticas.

Se trata de la historia de Laura, una estudiante de 21 años deja sus estudios, familia y amigos para transformarse en una activa militante de una secta seudo-religiosa llamada Los Hijos del Cielo. Su familia trata de rescatarla mediante un "desprogramador", una persona que se especializa en recuperar a gente que ha sido absorbida por sectas.
Claudio D. Minghetti en La Nación opinó respecto de la película:

”Arbós se preocupa por construir con particular atención a Laura y a Mariano, personajes que consiguen transmitir credibilidad (a pesar de un guión igual de esquemático y hasta previsible en la columna de los diálogos) gracias a las actuaciones de la debutante Laura Angorreca y muy especialmente de Jorge Marrale. Las secuencias que muestran sus encuentros en la casa donde la joven es secuestrada con el fin de revertir los efectos del lavado de cerebro son muy logradas. Igual suerte corren Nicolás Pauls, como el asistente de Mariano que supo integrar la secta Moon, Alicia Zanca, como la diputada, María Florentino como la madre y, a pesar de algunos excesos que caen en el estereotipo, José Luis Alfonzo, como el sumo sacerdote dispuesto a todo con tal de seguir adelante con un entramado de corrupciones de todo tipo que comprometen, además, a diferentes estratos del poder. ..”

Aníbal Vinelli en Clarín dijo sobre el filme:

”La inestabilidad emocional la hace víctima fácil de Los Hijos del Cielo, la secta que comanda Daniel. Rápidamente la chica se integra al grupo y hasta viaja a las sierras a una reunión donde es debidamente adoctrinada y hace su aporte preparando comidas, lavando, colaborando en chacinados, dando de comer a los chanchos y siendo seducida por la verba aparentemente convincente de Daniel.

Al cabo se peleará con los suyos y dejará su casa, lo que empuja a la parentela a contratar a Mariano, un ex-miembro de entidades similares, para que secuestre a Laura y la vuelva a la normalidad. Lo que considerando la apuntada conducta de la muchacha es una misión menos imposible que discutible. En cualquier caso la trama de la película virará hacia lo policial y político, inclusive con la intervención de un par de diputados , la prensa y otros elementos. Y con la respuesta de Los Hijos del Cielo que contratacan secuestrando a un familiar de Laura para canjearlo por ésta. Nada es demasiado verosímil y más de un diálogo roza el humor involuntario. Quizás lo más rescatable —hasta cierto punto— sea la labor de correctos profesionales como Jorge Marrale y María Fiorentino (en el papel de la madre de Laura) que hacen lo que pueden con entusiasmo digno de mejor causa.En cuanto al secuestro como medio para combatir la acción de las sectas no parece lo más recomendable”.

## Filmografía
Director
- Ángeles del cine (corto documental) (2005)
- Los esclavos felices (2003)
- Campo de sangre (1999)
- Carlos Monzón, el segundo juicio (1996)

Guionista
- Ángeles del cine (corto documental) (2005)
- Los esclavos felices (2003)
- Campo de sangre (1999)

Asistente de dirección
- La patria equivocada (2010)
- Ciudad del sol (2001)
- Cenizas del paraíso (1997)
- Besos en la frente (1996)
- Caballos salvajes (1995)
- Convivencia (1994)
- Tango feroz, la leyenda de Tanguito (1993)
- Extermineitors IV, como hermanos gemelos (1992)
- Extermineitors III, la gran pelea final (1991)
- Color escondido (1988)
- Revancha de un amigo (1987)

Ayudante de dirección
- Otra historia de amor (1986)
- Expreso a la emboscada (1986)
- La noche de los lápices  (1986)
- La búsqueda (1985)
- En retirada (1984)
- Atrapadas (1984)
- Venido a menos (1984)
- El desquite (1983)
- La casa de las siete tumbas (1982)
- Los pasajeros del jardín (1982)
- Prima Rock (1982)
- Mientras me dure la vida (1981)
- Toto Paniagua, el rey de la chatarra (1980)
- Queridas amigas (1980)

Productor
- Los esclavos felices (2003)
- Campo de sangre (1999)

Actor
- Campo de sangre (1999)

## Televisión
- Kiebre (película) (2002) (gerente de producción)
- Brigada cola (serie) (1992) (asistente de dirección)